# M60 2000
El General Dynamics Land Systems (GDLS) M60-2000 o 120S fue una actualización del tanque M60 Patton. El desarrollo del M60-2000 se debió principalmente al gran número de tanques de batalla principales M60 en servicio con muchas naciones de Oriente Medio incapaces de permitirse una fuerza suficiente de tanques de batalla principales más modernos.
La actualización se comercializó en aquellos usuarios de M60 con la capacidad industrial para convertir los propios tanques. El M60-2000/120S era un kit de conversión suministrado por GDLS que casaba la torreta M1A1 del M1 Abrams con el casco M60A1 del M60 Patton, ofreciendo muchas características del M1A1 Abrams a los usuarios existentes de M60 a un costo reducido

## Desarrollo
Se refirió por primera vez al Programa M60-2000 y el trabajo de diseño iniciado a finales de 1999 por General Dynamics Land Systems como una empresa privada para el mercado de exportación y nunca fue evaluado para el servicio militar estadounidense. Más tarde, la designación M60 se dejó caer debido a los cambios extensos y para destacar esto como un nuevo vehículo para los clientes potenciales cambiando así el nombre al Proyecto 120S. El 120 representaba el cañón, y S según la comercialización de la compañía representaba la velocidad y la supervivencia.
Dos de las principales mejoras que esto ofrecería a la serie M60 del vehículo. Es esencialmente un vehículo híbrido que consiste en una versión M1A1 de la torreta Abrams MBT acoplada a un casco M60A1. El M60-2000 fue comercializado a pruebas durante 2000 y varios países de la OTAN y Oriente Medio fueron informados sobre el vehículo. Tras los comentarios de los clientes, se llevó a cabo un trabajo de ingeniería detallado y en diciembre GDLS decidió construir un prototipo funcional. En agosto de 2001, la compañía lanzó el prototipo completamente funcional del 120S MBT en sus instalaciones de Detroit, Míchigan. El prototipo fue mostrado en la Exposición IDEF celebrada en Turquía en octubre de 2001.

## Descripción
Durante el desarrollo se consideró una actualización a la torreta M60A3, pero la torreta M1A1 fue utilizada debido a su mayor nivel de protección de blindaje y el hecho de que la munición de 120 mm está separada en el bullicio de la torreta. Para el Proyecto 120S, la torreta M1A1 y el chasis de la serie M60A1 fueron arrendados del Ejército de los Estados Unidos. La torreta está acoplada al chasis M60 existente utilizando un anillo adaptador que permite el uso del anillo de carrera de alambre M1A1 sin modificaciones de torreta. Consistía en una torreta M1A1 funcional, caja de engranajes de torreta M1, bomba hidráulica y un adaptador de anillo deslizante M1A1. Muchos de los subsistemas ya estaban bien probados y en producción de volumen.
El blindaje de la torreta es de un material compuesto y carece del mallado protector de uranio empobrecido (DU) que se encuentra en la variante M1A1HA (Blindaje Pesado) del Abrams MBT. El blindaje del casco es de acero endurecido convencional. Se planeó que los paquetes de blindaje para los vehículos de producción se personalizarían para cada cliente. Las opciones disponibles incluyen blindaje adicional STANAG Nivel 6 para el arco frontal del casco a la tercera rueda de carretera, rodapiés de armadura de listón/jaula para la torreta, faldas laterales blindadas de acero o compuestos, revestimientos de descascarillado y paquetes de armadura reactiva. 
El chasis M60A1 fue modificado con el sistema de barra de torsión mejorada de la serie M1 MBT para tener en cuenta el peso adicional de la torreta M1A1, así como el blindaje adicional que se habría instalado en los vehículos de producción. Una oferta opcional era reemplazar la suspensión de la barra de torsión por unidades hidroneumáticas para mejorar la conducción a campo traviesa. El prototipo del 120S conserva el paquete de potencia estándar de la serie M60 que consiste en un continental V-12 750 hp (560 kW) refrigerado por aire, motor diésel AVDS-1790-2 con una transmisión de transmisión cruzadaCD-850-6, con un alcance de 275 millas. Se preveía que los vehículos de producción tendrían el más potente General Dynamics Land Systems AVDS-1790-9 diésel desarrollando 1.200 CV y la transmisión automática de la serie Allison X-1100-5 ampliando el rango operativo a más de 300 millas (480 km), pero también se ofrecieron otras combinaciones de power pack, así como ruedas de carretera y rueda dentada de accionamiento siendo reemplazadas por componentes M1A1 y la pista ligera Abrams T158 si se desea. La parte superior de la suspensión del prototipo está equipada con fald skirts laterales balísticos simulados y nuevas esponcciones. Tiene una tripulación de 4, el comandante, cargador y artillero están situados en la torreta y el conductor en la parte delantera del casco.

## Sistemas de armas
El arma principal es un cañón M256 de 120 mm de calibre liso completamente estabilizado con un manguito térmico como se utiliza en la versión M1A1 del Abrams MBT y lleva 36 cartuchos en el bullicio de la torreta. La munición se almacena en el bullicio de la torreta con paneles de soplado para una mejor supervivencia. Las versiones de producción planeaban tener almacenamiento redondo adicional en cajas de seguridad en el piso del casco. El armamento secundario consta de dos ametralladoras M240C de 7,62 mm. Uno de ellos está montado coaxialmente a la derecha del cañón principal, otro se monta sobre la escotilla del cargador. También hay una ametralladora M2HB de 12,7 mm montada en el techo, montada sobre la escotilla del comandante. La torreta está equipada con dos lanzagranadas de humo M250 de seis cañones, disparados electrónicamente, uno a cada lado del cañón principal. Las granadas de humo contienen un compuesto de fósforo que enmascara la firma térmica del vehículo al enemigo. Un sistema de humo de escape del motor del vehículo (VEESS) también se puede colocar desde el sistema operado por el motor para oscurecer visualmente el área alrededor del vehículo. 
El paquete de electrónica utilizó componentes diseñados por Hughes que consisten en un radar infrarrojo de visión delantera (FLIR) de 240X4 /FLIR estabilizado de la vista con un buscador de rango láser seguro para los ojos, un sistema de imágenes térmicas (TIS), un ordenador de control de fuego digital a bordo y un bus de datos que proporciona una capacidad similar a la del M1 Abrams Mark 1 Advanced Fire Control System. Los vehículos de producción también tendrían un paquete BITE (Built In Test Equipment). 

## Resultado
El 120S estaba inicialmente dirigido al requisito de actualización M60 del Comando de las Fuerzas Terrestres Turcas (TLFC), pero esta competencia fue posteriormente ganada por Israel Military Industries con su actualización Sabra II. El ejército egipcio estaba considerando esta oferta hasta que finalmente fue rechazada en favor de un contrato con licencia para construir M1s en Egipto. Sólo se hizo un prototipo. A principios de 2009 no había ventas del 120S MBT y ya no se mencionaba en la literatura de marketing de General Dynamics. El prototipo fue desmontado y el casco y la torreta regresaron al Ejército de los Estados Unidos en 2003.